# Немцены
Немцены (рум. Nemţeni, Немцень) — село в Хынчештском районе Молдавии. Относится к сёлам, не образующим коммуну.

## География
Село расположено на высоте 27 метров над уровнем моря.

## Население
По данным переписи населения 2004 года, в селе Немцень проживает 1877 человек (906 мужчин, 971 женщина).
Этнический состав села:
| Национальность | Число жителей | Процентный состав |
| -------------- | ------------- | ----------------- |
| молдаване      | 1861          | 99.15             |
| украинцы       | 6             | 0.32              |
| румыны         | 4             | 0.21              |
| болгары        | 3             | 0.16              |
| русские        | 2             | 0.11              |
| прочие         | 1             | 0.05              |
| Всего          | 1877          | 100%              |

## Известные уроженцы
- Пэдурару, Анжела (1938—1995) — молдавская певица, заслуженная артистка Молдавской ССР.
- Константин Тэнасе (1949—2014) — молдавский лингвист, писатель и журналист.